# Hvarf-Heim
Hvarf-Heim (of Hvarf/Heim) is een verzamelalbum van de IJslandse rockband Sigur Rós. De cd is opgesplitst in twee delen, elk met hun eigen artwork: Hvarf bestaat uit een serie niet eerder uitgebrachte of bewerkte nummers en Heim bevat akoestische versies van bestaande nummers die als begeleiding van de Sigur Rós-documentaire Heima dienen. Hvarf-Heim werd op 5 november 2007 uitgebracht, met "Hljómalind" als single.

## Informatie
Aanvankelijk werd er aan de bandleden gevraagd of ze een livealbum wilden maken ter begeleiding van de documentaire Heima. Sigur Rós besloot echter hun eigen draai aan het concept te geven. Hvarf-Heim werd met uitzondering van de Verenigde Staten wereldwijd op 5 november 2007 uitgebracht. De uitgave in de VS was een dag later. Het album werd door enkele websites, zoals amazon.com, ook aangeboden als download. Op 29 oktober werd de single "Hljómalind" (alleen in Europa) uitgebracht. De hoes van het album kan op twee verschillende manieren geopend worden. Bij de eerste optie krijgt men de Hvarf-cd en artwork te zien; aan de achterzijde verschijnt de Heim-cd- en artwork.
"Salka", "Hljómalind" and "Í gær" waren nog niet eerder uitgebracht. "Salka" (vernoemd naar de dochter van bassist Georg Hólm) werd geschreven voor het album ( ), maar uiteindelijk niet op tijd afgerond. "Hljómalind", dat ook bekendstaat als "Rokklagið" ('het rocknummer'), stamt uit 1999 en is vernoemd naar de platenzaak van Sigur Rós' manager toentertijd. Het werd geschreven tijdens de Ágætis byrjun-sessies. "Hljómalind" werd toen opgenomen, maar nadat de studio later haar deuren sloot, was de opname zoekgeraakt. Het nummer werd voor Hvarf-Heim opnieuw opgenomen. "Í gær" ('gisteren') werd in 2000 geschreven, tijdens dezelfde periode dat "Dánarfregnir og jarðafarir" en "Bíum bíum bambaló" (van de "Ný batterí"-single) werd gecreëerd. "Von" en "Hafsól", waarvan de originele versies op Von stonden, zijn in de jaren live meerdere malen aangepast. Dit kwam onder andere door de komst van Kjartan Sveinsson en strijkkwartet amiina. De nieuwe versies werd tijdens de opnamen van Takk... opgenomen en gebruikt voor Hvarf-Heim.

## Nummers

### Hvarf
1. "Salka" - 6:09
2. "Hljómalind" - 5:56
3. "Í gær" - 6:26
4. "Von" - 9:15
5. "Hafsól" - 10:46

### Heim
1. "Samskeyti" - 5:23
2. "Starálfur" - 5:28
3. "Vaka" - 5:20
4. "Ágætis byrjun" - 6:36
5. "Heysátan" - 4:43
6. "Von" - 8:16